# 洞天福地
道教自古以来就有“洞天福地”之说。中國许多知名的山脉都被列入其中，成为道教徒们口中的神仙居所。时至今日，依然有不少名山宫观因为具有丰富的道教文化内涵，而成为旅游胜地。

## 渊源
洞天福地之说大约出现于东晋，而定型于唐代。其实质是指一组人迹罕至、景色秀丽的山脉或岛屿。它们被认为是神仙们的居住之地，因此也是道教徒修炼的最佳地点。具体可细分为《十洲记》所载的十洲三岛和《天地宫府图》所载的十大洞天、三十六小洞天、七十二福地等。“洞”原指山洞洞室，但后来也指整座山脉。
- 十洲三岛，为最早的道教仙境之说，指昆仑、方丈、蓬丘（即蓬莱）和祖洲、瀛洲等共十三座岛屿。
- 十大洞天，为“上天遣群仙统治之所”，指王屋山、委羽山、西城山、西玄山、青城山、赤城山、罗浮山、勾曲山、林屋山、括苍山等十座山脉。
- 三十六小洞天
- 七十二福地

## 名山
“洞天福地”中的许多名山现已不可考，或者逐渐衰落，而少人问津。现存的名山大都在历史上具有一些特殊地位，而使香火延续至今。
- 王屋山，居道教十大洞天之首，位于河南济源。唐宋时期曾修建有大量宫观，现所剩不多。
- 青城山，名列第五洞天，位于四川都江堰市。是道教发祥地之一，正一道的祖庭。相传张道陵在此飞升。是世界遗产“青城山和都江堰”的核心组成部分。
- 罗浮山，位于广东增城，列道教第七洞天和第三十四福地。现存五观五寺。
- 茅山，同时是第八洞天、第三十二小洞天和第一福地，位于江苏镇江市句容境内，是正一道上清派的发源地。
- 泰山，为五岳之尊的东岳，道教第二小洞天。古代帝王常在此举行封禅大典。是中国第一批被列入世界遗产的项目之一。现存东岳庙、岱庙等多处道教胜迹。
- 衡山、华山、恒山、嵩山，为五岳中的其他四岳，分列道教第三至第六小洞天。除嵩山仅存一中岳庙外，其他各山上都有不少道教宫观。
- 龙虎山，位于江西贵溪。为历代张天师的居所，建有天师府，是正一道的总部。
- 终南山，位于陕西户县，相传为老子讲道之地，也是王重阳的修行之所，被全真道尊为祖庭。
- 武当山，位于湖北丹江口市，相传真武大帝在此修炼飞升。元代张三丰开创了道教武当派。后因明成祖朱棣自诩为真武化身，从而使武当山获得了极大的发展。山上的建筑群目前被列为世界遗产。
- 崂山，虽未被列入洞天福地之中，但山上亦有许多道观，位于山东青岛。
- 阁皂山，位于江西樟树市，为正一道灵宝派的总部。
- 巍宝山，位于云南巍山。和其他道教名山不同，这里祀奉的是被称为土主神的南诏国历代君主。山上有宫观二十多座。

## 保护
为保护“洞天福地”，法国汉学家施舟人教授于2013年成立“爱山基金会”，旨在研究“洞天福地”历史文化。2017年，在湖北武当山举行的第四届国际道教论坛上，世界遗产专家、清华大学国家遗产中心、清华大学建筑设计研究院文化遗产保护中心主任吕舟教授率先提出“洞天福地”申报世界文化遗产，并获众多“洞天福地”所在地的响应。
2018年，在全国政协十三届一次会议上，中国道教协会副会长兼秘书长、第十三届全国政协委员张凤林道长关于申报“洞天福地”为世界文化遗产的提案获得了与会道教界另外10名代表的附议。